# Västra Rörsjön
Västra Rörsjön är en sjö i Bollebygds kommun i Västergötland och ingår i Göta älvs huvudavrinningsområde. Sjön är 4,6 meter djup, har en yta på 0,033 kvadratkilometer och befinner sig 152 meter över havet.